# Новий Фольварк (Вжесінський повіт)
Новий Фольварк (пол. Nowy Folwark, нім. Neuvorwerk) — село в Польщі, у гміні Вжесня Вжесінського повіту Великопольського воєводства.
Населення — 427 осіб (2011).
У 1975-1998 роках село належало до Познанського воєводства.

## Демографія
Демографічна структура станом на 31 березня 2011 року:
|          | Загалом | Допрацездатний вік | Працездатний вік | Постпрацездатний вік |
| -------- | ------- | ------------------ | ---------------- | -------------------- |
| Чоловіки | 208     | 62                 | 134              | 12                   |
| Жінки    | 219     | 53                 | 136              | 30                   |
| Разом    | 427     | 115                | 270              | 42                   |